# Francesc Serés
Francesc Serés, né le 22 décembre 1972 à Zaidín (Espagne), est un écrivain espagnol d'expression catalane. Il est l’auteur d’une trilogie consacrée à la terre (De fems i de marbres). La Force de gravité (Fédérop, 2012) lui a valu le Prix national de littérature de la Generalitat de Catalogne en 2007. Pour Contes russes, il a reçu le prix Ciutat de Barcelone, en 2009.

## Œuvre
- Els ventres de la terra, Columna, Barcelone, 2000.
- L'arbre sense tronc, Columna, Barcelone, 2001.
- Una llengua de plom, Quaderns Crema, Barcelone, 2002.
- De fems i de marbres, Quaderns Crema, Barcelone, 2003.
- La força de la gravetat, Quaderns Crema, Barcelone, 2006.
- La matèria primera, Empúries, Barcelone, 2007.
- Caure amunt. Muntaner, Llull, Roig, Quaderns Crema, Barcelone, 2008.
- DD.AA., Matar en Barcelone, Alpha Decay, Barcelone, 2009.
- Contes russos, Quaderns Crema, Barcelone, 2009.
- El llarg viatge d'A, Cruïlla, Barcelone, 2010.
- Mossegar la poma, Quaderns Crema, Barcelone, 2012.
- La pell de la frontera, Quaderns Crema, Barcelone, 2014.